# Pierre des Farfadets (Le Poiré-sur-Vie)
La pierre des Farfadets, appelée aussi pierre de la Merlière, est une pierre à cupules située au Poiré-sur-Vie, dans le département français de la Vendée, dans les Pays de la Loire.

## Description

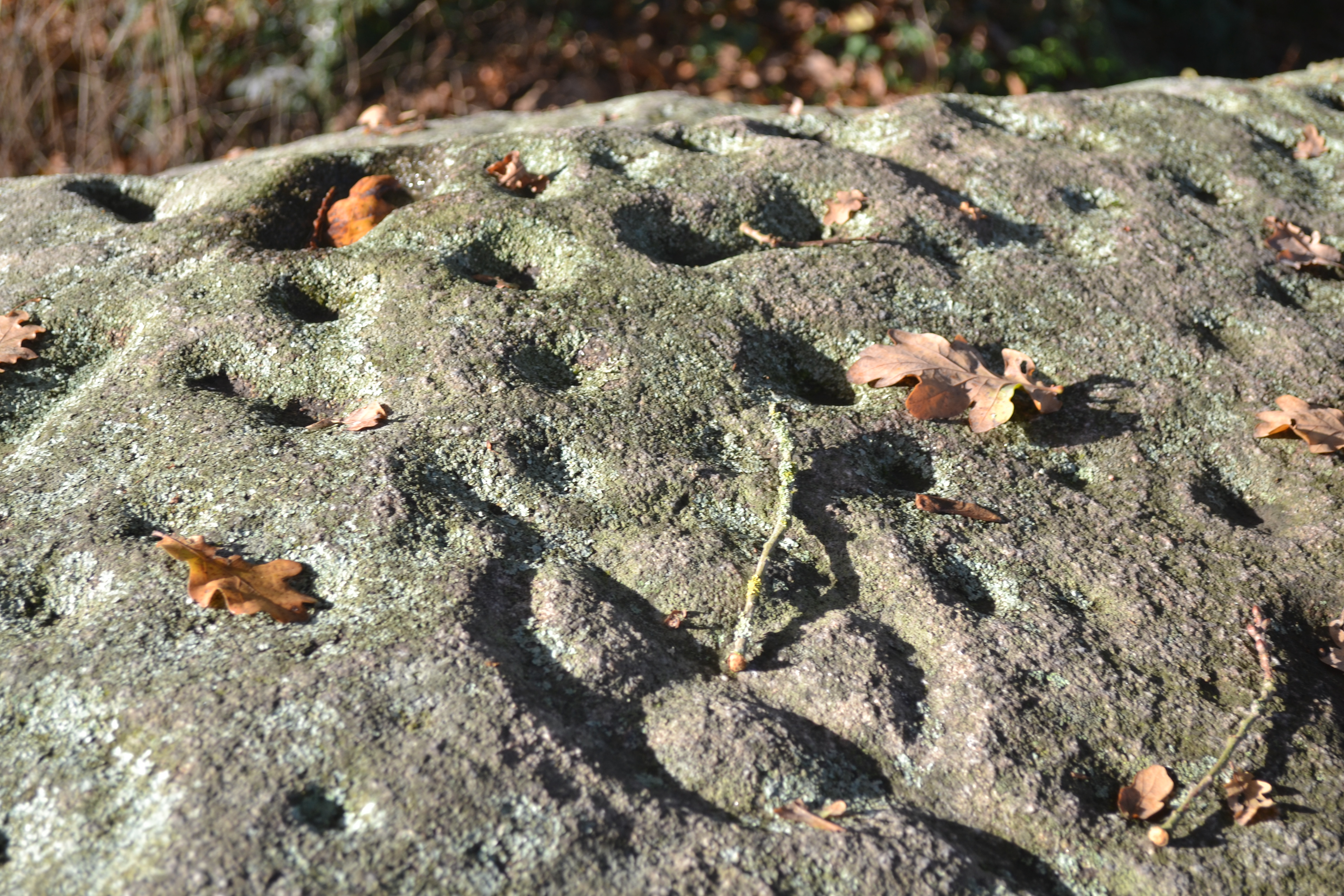
Cupules et gravures

La pierre des Farfadets est un bloc de granite d'environ 10 t qui aurait été déplacé d'environ 80 m depuis le bas de la pente d'une petite colline dominant les méandres de la Vie. Plusieurs affleurements de cette même roche sont visibles aux alentours.
La pierre comporte un décor exceptionnel composé de 362 gravures : 290 cupules simples, 15 cupules cerclées, six croix (dont une cerclée), onze figures anthropomorphes, une vingtaine de pédiformes et une vingtaine de gravures érodées.

## Protection
La pierre a été classée au titre des monuments historiques en 1939.